# Heather McDonald (rugby à XV)
Pour les articles homonymes, voir Heather McDonald.
 (avril 2025).
Si vous disposez d'ouvrages ou d'articles de référence ou si vous connaissez des sites web de qualité traitant du thème abordé ici, merci de compléter l'article en donnant les références utiles à sa vérifiabilité et en les liant à la section « Notes et références ».
Pas d'image ? Cliquez ici

a Compétitions nationales et continentales officielles uniquement.

b Matchs officiels uniquement.
Heather McDonald, née le 24 janvier 1980, est une joueuse canadienne de rugby à XV occupant le poste de pilier aux Edmonton Rockers.

## Biographie
Elle travaille dans les sciences politiques[réf. nécessaire].

## Statistiques en équipe nationale
(au 20.01.2025)
- 20 sélections en Équipe du Canada de rugby à XV féminin[1]
- participation à la Coupe du monde féminine de rugby à XV 2006 : 4e place.